# Salton-tó
A Salton-tó (angolul Salton Sea) sekély, sós, lefolyástalan tó az Amerikai Egyesült Államokban, Kaliforniában, a Szent András-törésvonal mentén, a Colorado-sivatagban. A tó felszíne 69 méterrel van a tengerszint alatt. A tavat három folyó táplálja (New-, Whitewater- és az Alamo folyók), valamint felszíni vízfolyások és kis patakok. A tónak nincs kifolyása, de a vízszintje közel állandó az őt tápláló folyók és az esőzés vízhozama miatt. A vízvesztés fő oka a párolgás és elszivárgás.
A tó 1905-ben jött létre a Colorado kiáradása miatt egy lefolyástalan medencében. A Salton-tó Kalifornia legnagyobb tava. Átlagos területe 1360 km². A tó sótartalma 44 g/L, ami nagyobb, mint a Csendes-óceán sókoncentrációja (35 g/L), a sókoncentráció évente 1%-kal nő.

## Állatvilág

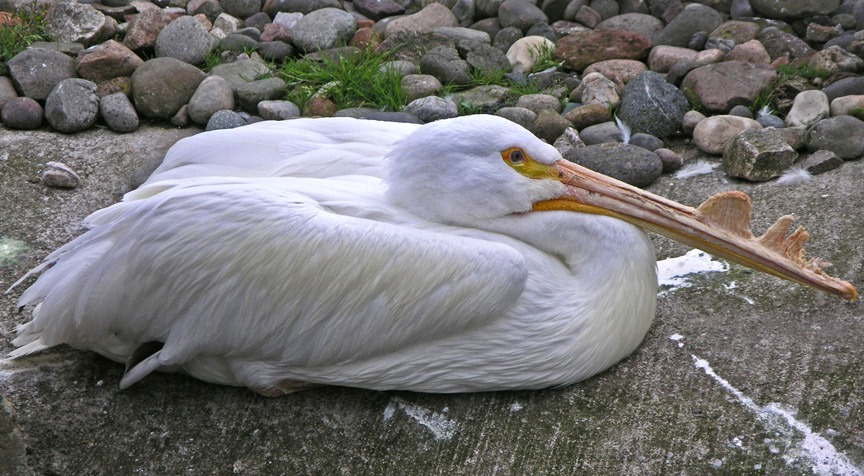
Amerikai fehér pelikán

A tó környékén közel 400 madárfajt dokumentáltak. Az orrszarvú pelikán populációjának 30%-a itt található. A tó sok költöző madár pihenőhelye, melyek Alaszkából Patagónia felé tartanak és vissza. 2006 novemberében megfigyelték itt a rózsás sirályt, amely északi sarkvidéki madár.
Mivel a tónak nincs kifolyása, a sótartalom fokozatosan nő. A tóban ma még megtalálhatók különféle halak, de a sótartalom növekedésével csak a bölcsőszájúhal-félék tudnak majd megélni a tóban. A sókoncentráció növekedésével párhuzamosan az algák elterjedése figyelhető meg.

## A tó tervezett megmentése

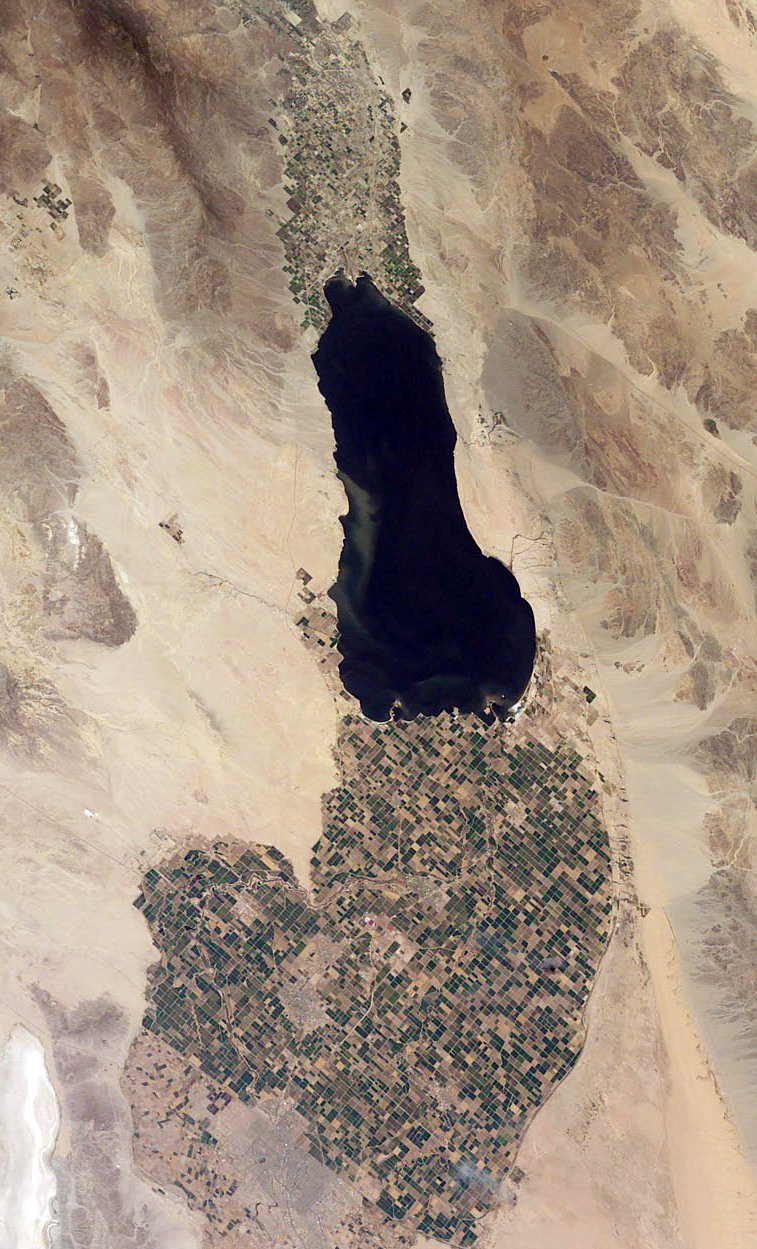
A Salton-tó műholdról

Mivel a tó sókoncentrációja évenként 1%-kal nő, már 1955-ben felmerült a tó „megmentése”. Számos terv készült, melyek lényege az, hogy a tóba több édesvízet juttassanak el, és mesterséges kifolyással csökkentsék a sótartalmat. Az első nagyszabású terv 2000-re készült el, mely duzzasztógátakat is tartalmaz. Legutóbb 2008-ban készült egy megvalósítható restaurációs terv, melynek kivitelezése 2035-re fejeződne be.